# Église de l'Assomption à Nerodimlje
Pour l’article homonyme, voir Église de l'Assomption.
L'église de l'Assomption à Nerodimlje (en serbe cyrillique : Црква Успења Богородичиног ; en serbe latin : Crkva Uspenja Bogorodičinog) est une église orthodoxe serbe située au Kosovo, à Nerodime e Epërme/Gornje Nerodimlje, près de la ville de Ferizaj/Uroševac. Construite dans le dernier quart du XIVe siècle, elle est inscrite sur la liste des monuments culturels d'importance exceptionnelle de la république de Serbie. L'église a été détruite par des albanais pendant la guerre du Kosovo.

## Présentation
L'église de l'Assomption, qui faisait partie d'un ensemble monastique, a été probablement construite à la fin XIVe siècle et, selon la tradition, elle a été fondée par l'impératrice Hélène, la mère de l'empereur Stefan Uroš V (1355-1371) pour servir de mausolée à son fils. Le monastère fut abandonné en 1584 mais le patriarche Pajsije fit exécuter un nouveau reliquaire pour abriter le corps du monarque et, parallèlement, il fit reconstruire l'église. Au XVIIe siècle, l'actuelle église de la Dormition fut ainsi connue sous le nom d'église Saint-Uroš. En 1705, afin de protéger les reliques de la menace ottomane, un moine nommé Hristifor les translata au monastère de Jazak dans la Fruška gora, où elles restèrent jusqu'en 1945. quand elles furent transférés dans la cathédrale de Belgrade. L'église a été démolie dans la première moitié du XIXe siècle. Par la suite, l'église a été reconstruite et détruite de fond en comble lors de la guerre du Kosovo.